# Zelkova
Zelkova es un género botánico  de plantas fanerógamas perteneciente a la familia Ulmaceae.

## Descripción
Son árboles caducifolios nativos del sur de Europa y este de Asia. Varían en tamaño desde un arbusto (Z. sicula) hasta un gran árbol con más de 35 metros de altura (Z. carpinifolia).

## Ecología
La zelkova siciliana Z. sicula, descubierta tan solo en 1991, se encuentra incluida en la lista de especies en peligro. La única población conocida es un pequeño número de arbustos bajos que sufren de severo sobrepastoreo; el tamaño natural maduro de los ejemplares no dañados se desconoce.
El género Zelkova fue común por todo el norte de Europa y Norteamérica tan tarde como el Plioceno. Sin embargo, la amplia glaciación del Pleistoceno ha confinado el género a su actual área de distribución a las islas del Mediterráneo y el Cáucaso, y en el este de Asia donde solo hubo glaciación local.

## Cultivo y usos
Zelkova serrata y Z. carpinifolia se cultivan como árboles ornamentales. La madera es dura, usada para hacer muebles.

## Taxonomía
El género fue descrito por Édouard Spach y publicado en Annales des Sciences Naturelles; Botanique, sér. 2, 15: 356. 1841.
Etimología
El nombre Zelkova deriva del nombre nativo de Z. carpinifolia en uno o más de las lenguas del Cáucaso, como se demuestra en el nombre georgiano, ძელქვა (dzelkva). ძელ dzel que significa "barra, viga" o "travesaño", y ქვა kva que significa "roca". El árbol se usó a menudo para hacer barras o travesaños con una dureza de roca y resistentes para la construcción.

## Especies
- Zelkova abelicea Boiss. — "Zelkova de Creta"
- Zelkova carpinifolia (Pall.) Koch = Zelkova crenata Spach = Zelkova acuminata Planch. - Zelkova del Cáucaso
- Zelkova cretica Spach
- Zelkova hyrcana Grossh. & Jarm.
- Zelkova parvifolia
- Zelkova schneideriana Hand.-Mazz.
- Zelkova serrata Makino - "Zelkova japonesa o Keyaki"
  - Zelkova serrata var. serrata
  - Zelkova serrata var. tarokoensis
- Zelkova sicula Di Pasq., Garfi & Quézel - "Zelkova de Sicilia"
- Zelkova sinica C. K. Schneid. - "Zelkova de China"
- Zelkova schneideriana — "Zelkova de Schneider"

Híbridos
- Zelkova × verschaffeltii— (Z. carpinifolia × Z. serrata)